# Hilary Mantel
Dame Hilary Mary Mantel, DBE (Glossop, 6 de julho de 1952 – Exeter, 22 de setembro de 2022) foi uma escritora e crítica literária britânica. O seu trabalho versa desde a memória pessoal à ficção histórica, tendo várias obras finalistas em prémios literários. Em 2009 e em 2012, foi premiada com o Prémio Man Booker pelos livros Wolf Hall e Bring Up the Bodies ("O Livro Negro", em Português ) respectivamente, tornando-se então a primeira mulher a receber a premiação duas vezes.

## Biografia
Nasceu numa família irlandesa católica trabalhadora. Mantel licenciou-se na Universidade de Sheffield em Jurisprudência. Trabalhou num hospital geriátrico e numa loja.
Ela foi educada num convento e trabalhou como assistente social antes de se tornar escritora. Durante 10 anos, viveu na África e no Oriente Médio, que serviram de cenário para alguns de seus romances quando retornou à Inglaterra na década de 1980.
Sofreu de uma forma severa de endometriose.
Em 2021 afirmou que pretendia nacionalizar-se irlandesa para se tornar novamente europeia.
Morreu em 22 de setembro de 2022, aos setenta anos de idade.

## Obra publicada

### Romances
- Eight Months on Ghazzah Street: Viking, 1988
- Fludd: Viking, 1989
- A Sombra da Guilhotina - no original A Place of Greater Safety: Viking, 1992
- A Change of Climate: Viking, 1994
- An Experiment in Love: Viking, 1995
- The Giant, O'Brien: Fourth Estate, 1998
- Giving Up the Ghost (A Memoir): Fourth Estate, 2003
- Learning to Talk (contos): Fourth Estate, 2003
- Beyond Black: Fourth Estate, 2005

#### SérieEvery Day is Mother's Day
- Every Day is Mother's Day: Chatto & Windus, 1985
- Vacant Possession: Chatto & Windus, 1986

#### Série do Thomas Cromwell
- Wolf Hall: Fourth Estate, 2009 (Prêmio Man Booker)
- O Livro Negro - no original Bring Up the Bodies: Fourth Estate, 2012 (Prêmio Man Booker)
- O Espelho e a Luz - no original The Mirror and the Light, 2020

### Contos
- Learning to Talk: Fourth Estate, 2003
- The Assassination of Margaret Thatcher and Other Stories, 2004

### Memórias
- Giving Up The Ghost: Fourth Estate, 2003

### Artigos
- "What a man this is, with his crowd of women around him!, London Review of Books, 30 de março de 2000
- "Some Girls Want Out", London Review of Books, v. 26 no. 5, pq 14-18, 4 de março de 2004.
- "Diary", London Review of Books, 4 de novembro de 2010

## Prémios e condecorações
- 1987, Shiva Naipaul Memorial Prize
- 1990, Southern Arts Literature Prize (Fludd)
- 1990, The Cheltenham Prize (Fludd)
- 1990, Winifred Holtby Memorial Prize (Fludd)
- 1992, Sunday Express Book of the Year (A Place of Greater Safety)
- 1996, Hawthornden Prize (An Experiment in Love)
- 2006, Commonwealth Writers Prize (Eurasia Region, Best Book) (finalista) (Beyond Black)
- 2006, CBE
- 2006, Orange Prize for Fiction (finalista) (Beyond Black)
- 2009, Prêmio Man Booker (vencedora) (Wolf Hall)
- 2010, Orange Prize for Fiction (finalista) (Wolf Hall)
- 2010, Walter Scott Prize (Wolf Hall)
- 2010, Specsavers National Book Awards (Autora Britânica do Ano por Wolf Hall)
- 2012, Prêmio Man Booker (Bring up the Bodies)
- 2012, Specsavers National Book Awards (Autora Britânica do Ano por Bring up the Bodies)
- 2012, Costa Book Awards (Romance - Bring up the Bodies)
- 2012, Costa Book Awards (Livro do Ano - Bring up the Bodies)
- 2013, Prêmio David Cohen